# Mihimaru GTのラジマルGT
mihimaru GTのラジマルGT（ミヒマルジーティーのラジマルジーティー）は、mihimaru GTのhirokoとmiyake（不定期出演）、古坂大魔王がパーソナリティを務めるラジオ番組。2007年4月に放送開始、2011年9月終了。mihimaru GTにとって初の全国レギュラー番組となる。2009年4月現在JFN系列のうち24局で放送している。地域によって放送日・時刻が異なり、しかもキー局のTOKYO FMでは流れない（放送を望む投稿がされたことがある）。放送時間が30分間の地域と25分間の地域があるが、25分間の場合はエンディングのトークがカットされている。
番組中はBGMとして、mihimaru GTの楽曲のインストが流れる。各コーナーの合間には、出演者の楽曲やお薦めの楽曲（時にゲストの楽曲）を流す。miyakeは楽曲制作で忙しいため、不定期の出演となっている（電話で出演することもある）が、出演しない回でも選曲のみする場合がある。

## コーナー（2007年～）
- オープニングトーク
  - 主にhirokoによるフリートークだが、まれにmiyakeや古坂が務める場合がある。古坂の笑い声やツッコミが入る。オチが付いたところでタイトルコールと「気分上々↑↑」のインスト（冒頭のサビだけ歌入り）が流れる。
- メール紹介
  - リスナーからの投稿や質問を紹介。時々「メールフェスティバル」と題していつもより多くメールを読む回がある。この時古坂とhirokoはサンバのリズムを口ずさむ。特に以下の2つのテーマで投稿されるときがあった。
  - 「特許募集」
    - こんな商品があったらいいなというアイディアを募集。しかしすでに実用されていたものが投稿されることもあったり、「MP3プレイヤー」に関するものが多かったりする。テーマを「学校に関係するもの」に限定した時期もあった。

  - 「ジンクス」
    - 自分の信じているジンクスを投稿。ただし登場回数は少なかった。
- 「hirokoの恋愛相談室」
  - リスナーの恋愛に関する悩みにhiroko、時にmiyakeが答えていく。しかしその回答は解決につながっていないことも多く、古坂にあっさり一言でまとめられてしまう。
- 「hirokoクリステル」
  - hirokoがキャスターとなってある話題を滝川クリステル風に読む。滑らかに読めなかったり、読みながら内容に感心してしまったりする。漢字の読み間違いも多い。古坂曰く、読み方が「エロい」。ニュースはリスナーからも募集しているが応募は少ない。いつか滝川本人を呼びたいと冗談半分に話していた。
- エンディングトーク
  - 放送時間が30分の地域のみ放送。BGMで「いつまでも響くこのmelody」（歌入り）が流れる。なかなか締められずに、長引くこともある。

## コーナー（2008年～）
- 「ラジマチック天国」
  - ライブで各都道府県の制覇を目標としているmihimaru GTのために、各地方の紹介や情報を募集。登場回数は少ない。
- 「11･24@武道館」
  - mihimaru GTが2008年11月24日の、武道館ライブでやってほしいことを募集。ライブが終了した現在はやっていない。
- 「ミステイクコンテスト！略して、ミスコン！」
  - hirokoが普段するような、言葉の言い間違いのエピソードを募集。
- 「mihimaru voice」
  - hiroko、miyakeに言ってほしいセリフ、言葉などをシチュエーションとともに募集する。
  - 二人ともあまり乗り気ではないコーナー。
- 「逆にトシヤ」
  - mihimaru GTのマネージャーの口癖にちなみ、イライラするような間違った「逆に」の使い方を募集。そのレベルを「1トシヤ」から「5トシヤ」までで採点していく。
- 「ミヒ耳・アワー」
  - 「空耳アワー」のパロディ企画で、mihimaru GTの楽曲限定で空耳を募集。本家のように「手ぬぐい」「Tシャツ」「ボールペン」などと評価をすることもあるが、もちろん実際には賞品は出ない。
- 「メールフェスティバル」
  - 視聴者からのメールをランダムに引いて、それをもとにトークをしていくコーナー。

## コーナー（2009年～）
- 「ミヒトーーク」
  - 「アメトーーク」のパロディ企画で、引き当てたテーマについて各メンバーがトークをする。
- 「たーたんのコーナー」
  - hirokoに厳しいという、hirokoの妹が言いそうなセリフを募集。本人には内緒のこと。
- 「miyakeの孫の手」
  - かゆい所に手が届くをコンセプトに、miyakeが気になったことや仕事現場を紹介する。

## コーナー（2010年～）
- 一人ラジマルGT
  - miyakeのみ、またはhirokoのみが出演する回がある。
- みつおだもの
  - miyakeの、この番組内でのニックネームにちなんで、相田みつを風のポエムを募集、紹介する。

## ゲスト
時々アーティストを迎える回がある。出演者はmihimaru GTと同じ（系列の）事務所のアーティストが多い。カッコ内に放送時期を示す（地域によって幅がある）。
- SHORT LEG SUMMER（2007年6月）
- エイジアエンジニア（同9月）
- 2BACKKA（同9月）
- TRIPLANE（同10月-11月）
- SOFFet（2008年7月）
- 甲斐名都（同8月、2009年7月-8月）―2回目の出演はこの番組で初めて。
- TSUYOSHI（同10月、2010年11月）
- THE LOOSE DOGS（同11月）
- m.o.v.e（2009年2月）
- ET-KING（同年3月-4月）
- 玉木宏（同年4月-5月）
- ゾマホン(同年5月）
- AZU（同年6月、2010年4月、同年11月-12月）―hirokoと声が似ていることが話題になった。
- 伊藤一朗（Every Little Thing）（同年8月）
- Crystal Boy（2010年10月）
- HOME MADE家族（2011年1月-2月）

## 公開録音
- 2008年5月28日
  - アルバム「mihimarise」の発売を記念し、クルージング船を借り切った（同年6月放送）。
- 2009年8月5日
  - 三浦海岸の「ロックの学園 サマースクール」にて（同年8月、2週にわたって放送）。

## ネット局と放送時間
- FM岩手　毎週火曜日　21:30～22:55
- FM秋田　毎週日曜日　22:00～22:30
- FM山形　毎週木曜日　20:30～20:55
- FMぐんま　毎週月曜日　20:00～20:30
- RADIO BERRY　毎週金曜日　21:00～21:30
- ふくしまFM　毎週土曜日　20:30～20:55
- FM-NIIGATA　毎週火曜日　19:00～19:30
- FMとやま　毎週月曜日　21:30～21:55
- Radio80　毎週金曜日　21:30～21:55
- radio CUBE FM三重　毎週月曜日　20:00～20:30
- e-radio　毎週月曜日　18:00～18:30
- FMOSAKA 毎週火曜日 28:00～28:30[1]
- KISS-FM KOBE 毎週金曜日21:30:～21:55
- V-air　毎週火曜日　21:30～21:55
- FM岡山　毎週土曜日　21:25～24:55
- FMY　毎週月曜日　19:00～19:30
- FM香川　毎週木曜日　21:30～21:55
- FMとくしま　毎週土曜日　18:30～19:00
- Hi-Six　毎週月曜日　21:00～21:30
- FMS　毎週日曜日　22:00～22:30
- エフエムクマモト　毎週日曜日　18:00～18:25
- fm nagasaki　毎週金曜日　19:30～19:55
- Air-Radio FM88　毎週木曜日　21:30～21:55
- JOY FM　毎週火曜日　21:30～21:55

（2009年4月現在）

## 過去のネット局
- FM青森
- HELLO FIVE
- μFM

## 特別番組
- 活動休止前最後に１回限りで復活。JFNの『ツキイチMUSIK』の放送枠で放送予定。

ミヒマルボイスやミヒトークも復活する。ネット局は、同枠ネット局のみである。
2013年8月31日以降、各局随時放送予定。全局55分の予定。
- FM秋田 8月31日土曜20:00～20:55
- FM山形 8月31日土曜20:00～20:55
- ふくしまFM 8月31日土曜20:00～20:55
- FMぐんま 8月31日土曜18:00～18:55
- FM新潟 9月6日金曜19:00～19:55
- FM長野 8月31日土曜19:00～19:55
- FM富山 9月1日日曜18:00～18:55
- FM石川 8月31日土曜20:00～20:55
- FM OSAKA 9月5日木曜28:00～28:55
- FM滋賀 8月31日土曜20:00～20:55
- Kiss FM 9月3日火曜21:00～21:55
- FM岡山 8月31日土曜20:00～20:55
- FM香川 9月1日日曜26:00～26:55
- FM高知 8月31日土曜26:00～26:55
- FM長崎 9月1日日曜22:00～22:55
- FM大分 9月4日水曜15:00～15:55
- FM宮崎 8月31日土曜20:00～20:55

## 備考
- オリジナルアルバム「mihimarise」「mihimalogy」「mihimalight」には、本番組の傑作トーク集が収録されている。